# Обербергкирхен
Обербергкирхен (нем. Oberbergkirchen) — община в Германии, в земле Бавария. 
Подчиняется административному округу Верхняя Бавария. Входит в состав района Мюльдорф-ам-Инн.  Население составляет 1630 человек (на 31 декабря 2010 года). Занимает площадь 27,54 км².